# Commanderie de Troyes
 (juin 2012).
Si vous disposez d'ouvrages ou d'articles de référence ou si vous connaissez des sites web de qualité traitant du thème abordé ici, merci de compléter l'article en donnant les références utiles à sa vérifiabilité et en les liant à la section « Notes et références ».
La commanderie de Troyes fut l'une des premières commanderies fondée par les Templiers en Champagne-Ardenne avant d'être dévolue aux Hospitaliers. Elle se trouvait au cœur de la ville de Troyes dans le département de l'Aube.

## Description géographique
La commanderie était rue de la Composte qui devint rue du Temple, devenue rue Général Saussier.

## État
Au no 3, on peut voir une maison recouverte de tuiles vernissées en écaille qui fut l'ancienne résidence du commandeur au temps des Hospitaliers. Mais il ne subsiste aucun bâtiment majeur.

## Histoire
C'était à la fois une maison de ville mais aussi le chef-lieu de la baillie. Lors du concile en 1129, Hugues de Payns, le premier grand maître reçoit des marques de soutien et notamment des donations. C'est donc l'une des premières qui vit le jour.
Par exemple Raoul le Gros dit Crassus ou Poderosus fait don d'une terre aux portes de la ville, la Grange est donnée, sous réserve d'usufruit avec la terre de Preize, vignes, prés et tous animaux s'y trouvant le jour de son décès. Un terrier de 1598 leur attribue plus de cinquante maisons dans la ville.

### Possessions
La terre de Preize, la seigneurie de Sancey,, de Menois, d'Errey, le fief de Verrières, le domaine de Rouilly-Saint-Loup, la Maison de Cerres, la cinquantaine de maisons en ville.

### L'hôtel de la commanderie

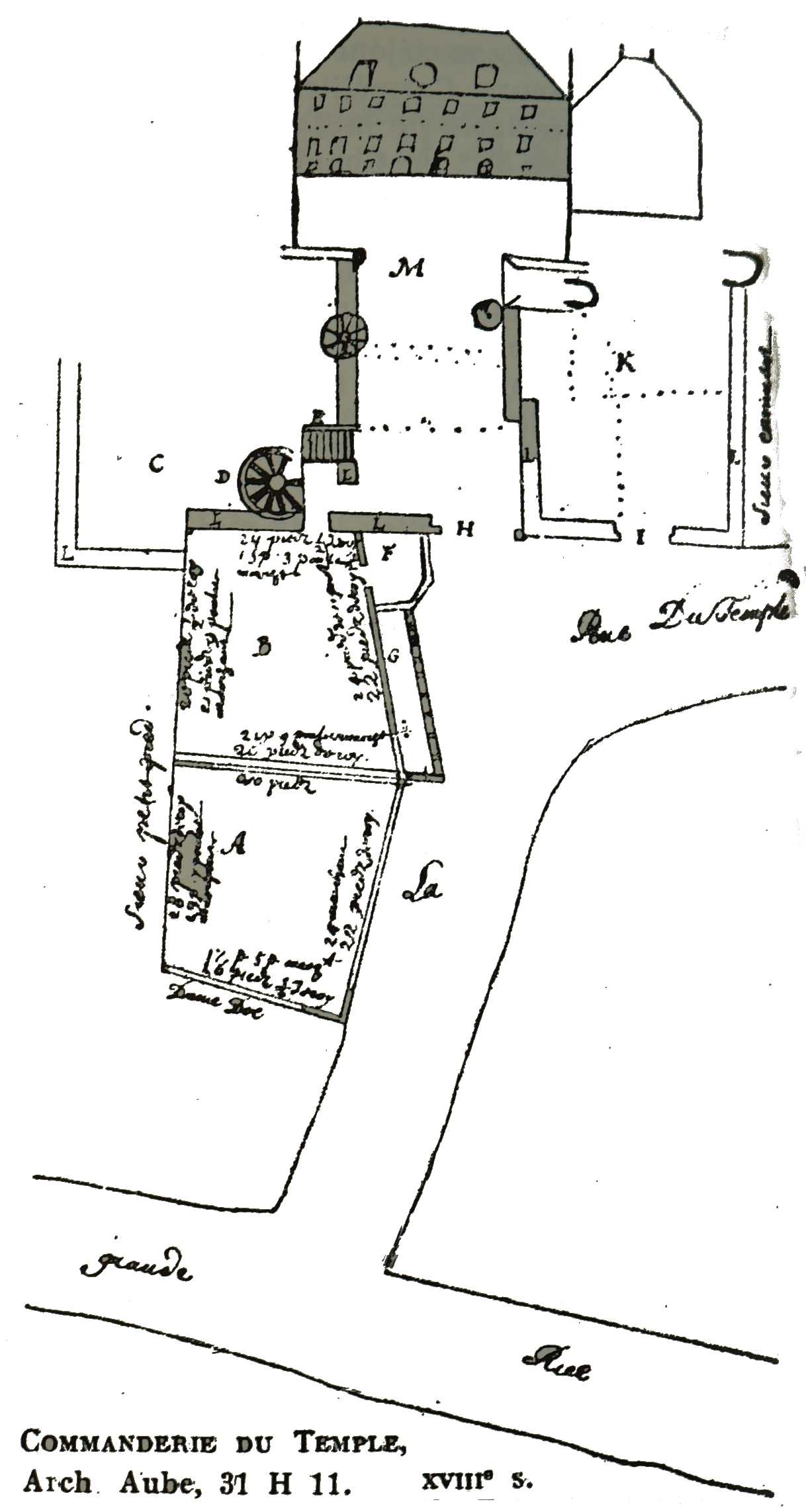
L'hôtel de la commanderie.

Il brûlait en 1524, restait ruiné jusqu'au XVIe siècle et fut désigné en 1656 comme étant un grand corps de logis en pierre de taille et un autre corps de logis respondant sur la rue, avec caves, chapelle, greniers, une cour et jardin. Saisie, elle fut vendue comme Bien national. Sur le plan ci-contre : le grand escalier cylindrique sur la gauche (D), desservait les deux bâtiments de la commanderie et l'escalier sur droit (E) dessert la cave. Le lieu (G) sur la rue était la cour de justice de la commanderie et séparé de celle-ci par une palissade. C'est en (K) que se trouvait la chapelle.

### Réunion avec les Hospitaliers
les Hospitaliers avaient en propre à Troyes des maisons qui dépendaient de leur commanderie d'orient. Ils reprirent les biens des Templiers et la chapelle de la commanderie fut reconstruite au XVIIe siècle. Ils réunirent ensuite la commanderie de Payns à celle de Troyes, puis après les ruines dues aux guerres du XVe siècle ils réunirent aussi celles de Bonlieu, d'Orient, du Perchoy, de Rosnay, de Colours en 1469, de La Chapelle-Lasson en 1471. Elle devint ensuite une chambre prieurale jusqu'en 1598 où le titre fut substitué à st-Jean de Latran de Paris. La guerre de partage fit que Colours retrouvait son indépendance de Troyes le 8 mai 1598.

## Commandeurs templiers
- 1231 : Richard,
- 1253 : Guillaume Dichonne,
- 1260 : Robert
- 1294 : Ithier de Nanteuil,
- 1294 : Raoul du temple,
- 1304 : Antheaume de Vuallins,

1290, Nicolas de la Serre y est sergent et précepteur de la maison.
1293, Jean Buart est précepteur de la baillie.
1307, Pierre de Sarcelle, sergent y est précepteur  du Temple.

## Commandeurs hospitaliers
- 1314 : Henri de Neufchâtel,
- 1340 : Geoffroy de la Broce,
- 1345 : Guillaume de la Motte,
- 1354 : Humbert de Montferrand,
- 1354 : Guillaume de la Motte,

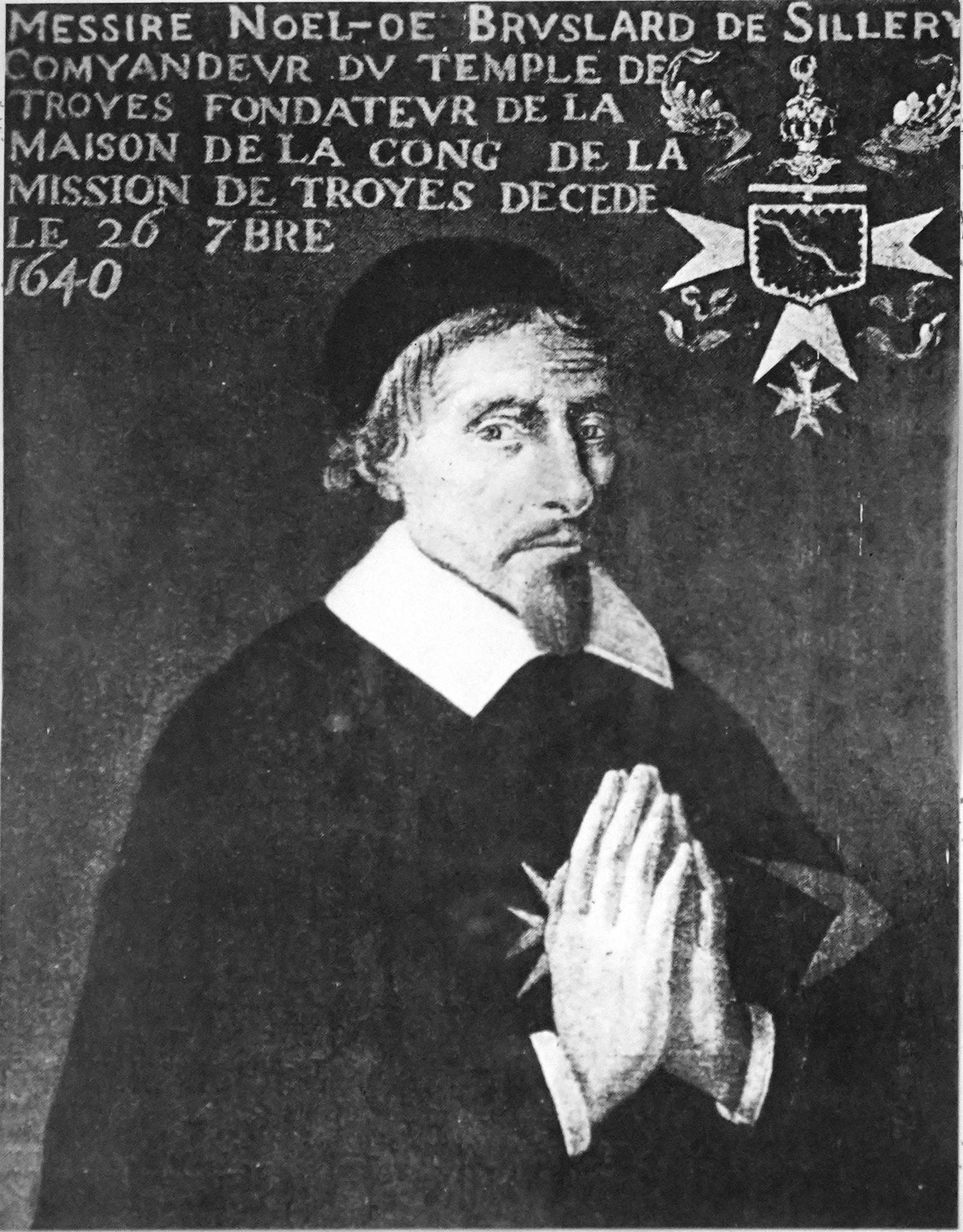
Noël Brûlart de Sillery chevalier de l'Ordre de Malte, commandeur de la Commanderie de Troyes.

- 1357 : Henri de Saint-Thron, Saincteron,
- 1363 : Jacques de Guien,
- 1366 : Antheaume de Valluis,
- 1391 : Lambert d'Esthinchoult,
- 1405 : Henri Rampart,
- 1413 : Adam de Saint-Jean,
- 1442 : Jean Moreau,
- 1451 : Guillaume Wasselin,
- 1460 : Jean Serpe,
- 1486 : Pierre Donteville,
- 1499 : Philippe de VIlliers de l'Isle-Adam,
- 1523 : Pierre de Cluys,
- 1536 : Jacques de Bourbon,
- 1537 : Philippe Carleau,
- 1539 : Claude d'Anciennville,
- 1548 : François de Lorraine,
- 1563 : Pierre de la Fontaine,
- 1572 : Henri d'Angouleme,
- 1586 : Gedeon de Blondel-Bellebrune,
- 1592 : Juvénal de Lannoy,
- 1601 : Noël Brûlard de Sillery,
- 1641 : Charles de Clinchamp,
- 1647 : Jacques de la Mothe-Houdancourt,
- 1697 ; Claude de Louviers,
- 1722 : Nicolas Bazan de Flamanville,
- 1747 : Jean François de Calonne d'Avesne,
- 1764 : Louis-Charles Pélerin de Gauville,
- 1766 : Jacques-Laure Le Tonnelier de Breteuil,
- 1787 : Pierre André de Suffren,
- 1789 : Pierre de Mauléon de Javaillan.

### Liens
- Liste des commanderies templières en Champagne-Ardenne.
- Commanderie hospitalière.